# Broken Sword: The Shadow of the Templars
Broken Sword: The Shadow of the Templars (izdana v ZDA kot Circle of Blood) je pustolovska videoigra razvijalca Revolution Software, ki je izšla 5. novembra 1996 pri založbi Virgin Interactive. Najprej je bila napisana za osebni računalnik, decembra istega leta je izšla še različica za PlayStation, 19. marca 2002 pa za Game Boy Advance. Predelana je bila tudi za pametne telefone. Ponovno je v podobi »režiserjevega reza« izšla za Windows, Mac OS X, Nintendo DS Nintendo Wii, iOS in Android.  
Igralec prevzame vlogo Georgea Stobbarta, mladega ameriškega pravnika, ki doživi bombni napad na majhno pariško kavarno. Ustvarjalec Charles Cecil je začel raziskave Templjarjev za igro že leta 1992, razvoj pa se je začel šele leta 1994. Ton zgodbe je resen, vendar igra vsebuje tudi nekaj humorja, lokacije v njej pa so mešanica resničnih in izmišljenih. Slog animacije posnema klasične animirane filme. Je tretja igra, ki je bila izdelana na osnovi pogona Virtual Theatre.
Kritiki so pohvalili zgodbo, uganke, dialoge in igralnost. Pozneje je nastalo še več nadaljevanj, ki skupaj tvorijo serijo Broken Sword. Po izjavah vodje razvoja je bilo sredi 90. letih minulega stoletja prodanih približno milijon izvodov igre. Velja za eno najboljših pustolovščin vseh časov.

## Igranje
Broken Sword: The Shadow of the Templars je dvodimenzionalna pustolovska videoigra, igrana s tretjeosebne perspektive. Igralec z uporabo vmesnika tipa »pokaži in klikni« vodi protagonista Georgea Stobbarta po igralnem svetu in z uporabo množice ukazov izvaja akcije. Igralec upravlja Georgove premike in akcije z uporabo miške ali igralnega ploščka. George mora zbrati številne predmete, ki jih lahko uporabi na drugih predmetih, delih okolice ali drugih likih, da bi rešil uganke in nadaljeval igro. George se lahko tudi zaplete v pogovor z drugimi liki skozi »pogovorna drevesa« in tako pride do nadaljevanja zgodbe ali namigov, kaj mora storiti za rešitev ugank. Igralec uporablja zemljevid, na katerega se skozi igro za lažjo navigacijo dodajajo nove lokacije. Z desnim klikom na predmet dobi igralec opis predmeta ter namige. Smrt glavnega lika je, v nasprotju z mnogimi drugimi pustolovskimi igrami tistega časa, možna.

## Zgodba
Igra se začne v Parizu, kjer je ameriški turist George Stobbart priča terorističnem napadu na pariško kavarno. Napadalec, oblečen v klovna, starejšemu moškemu ukrade kovček in nastavi bombo v zgradbi. George po napadu vidi novinarko Nicole »Nico« Collard, ki fotografira prizorišče napada. Razloži mu, da je bilo ubitemu moškemu ime Plantard in da je bila z njim dogovorjena za srečanje. George privoli, da ji bo pomagal z zgodbo, in po pregledu okolice najde klovnov zavržen rdeči nos ter izve, da so očividci opazili bežečega moškega s kovčkom v rokah. V nosu Nico odkrije naslov prodajalne kostumov, katero George obišče in ugotovi, da je kupcu ime Khan.
George obišče hotel, v katerem biva Khan, in pridobi starodavni rokopis, ki ga je Khan pustil v hotelskem sefu. Nico razkrije, da je rokopis povezan s Templjarji. V bližnjem muzeju George odkrije stativ, ilustriran na rokopisu. Stativ je odkril profesor Peagram med izkopavanjem v Lochmarnu na Irskem. George odpotuje na Irsko in od Seana Fitzgeralda, ki je sodeloval pri izkopavanjih, izve, da je pod ruševinami bližnjega gradu Templjarska kapela. Peagram je Fitzgeraldu dal paket, ki bi ga moral dati Jacquesu Marquetu. Fitzgerald poskuša zbežati, a mu Khan z avtom prepreči pobeg in ga ugrabi. George najde Fitzgeraldov paket, ki vsebuje dragulj, enak tistemu na rokopisu. Med ruševinami gradu George odkrije fresko obešenega moškega, pod katerim je napis »Montfauçon«.
George se vrne v Pariz, kjer v bolnišnici najde umirajočega Marqueta, ki razkrije, da je Flapu in Guidu naročil ukrasti stativ iz muzeja. Ko George odide iz sobe, Marqueta ubije lažni zdravnik in zbeži. Nicov stari kolega, Andre Lobineau, Georgeu razkrije, da je Montfauçon kraj v Parizu. Ko Flap in Guido poskušata ukrasti stativ iz muzeja, zakrinkana Nico vdre in ju prehiti. Kasneje ga da Georgeu, ki gre na Montfauçon in vstopi v kanalizacijo, kjer v podzemni komori katakomb odkrije skrivno srečanje ljudi, ki trdijo, da so Templjarji oziroma »Neo-Templjarji«. S prisluškovanjem ugotovi, da želijo najti »Bafometov meč« ali »zlomljen meč« in da je eden od njihovih članov, Klausner, odšel v Sirijo iskat neko lečo. George sklepa, da sta bila tudi Plantard in Peagram člana te organizacije. Po odhodu skupine George z uporabo stativa in dragulja v komori odkrije ime vasi v Siriji - Marib.
V Maribu George izve, da je Khan iskal njega in Klausnerja ter da mora iti na pečino, znano kot »bikova glava«. Tam George najde Klausnerjevo truplo in vzame lečo, sklepajoč, da je kristalna krogla na rokopisu v resnici leča. Odkrije tudi malik s tremi bradati obrazi (Baphomet) in napis v latinščini, ki opisuje Britanijo. Prispe Khan, ki grozi Georgeu z orožjem, a temu uspe zbežati. V Parizu medtem Andre razvozla del rokopisa, ki vodi do družine De Vasconcellos v Španiji, ki so bili nekoč povezani s Templjarji. V njihovi vili George odkrije, da je od družine ostala le še grofica. Ta ga vodi do družinskega mavzoleja, kjer George odkrije družinski kelih, ki so ga imeli za izgubljenega. Grofica ga zaupa Georgeu in želi, da odkrije njenega pogrešanega prednika, Don Carlosa. V Parizu gre George na Montfaucon in uporabi lečo s kipom v cerkvi, s čemer odkrije skrito sliko gorečega moškega, z letnico »MCCCXIV« pod njim. Slika na kelihu se ujema s sliko na eni od grobnic, zato George sklepa, da je to verjetno grobnica Don Carlosa. Na njej so vklesana imena poglavij Svetega pisma.
Andre razkrije, da je bil malik Bafometa nedavno odkrit v Parizu. George dobi dostop do najdišča in z uporabo keliha odkrije sliko cerkve s kvadratnim stolpom, nato pa obišče grofico. Z uporabo napisov na grobnici odkrijeta skrivno sobo v vodnjaku, kjer George najde fresko šahovnice in reke, ki teče skozi njo. Na podlagi zbranih sledi George, Nico in Andre sklepajo, da se Neo-Templjarji odpravljajo v Bannockburn na Škotskem. George in Nico se vkrcata na vlak. Po odhodu iz kupeja George odkrije, da Nico in stara ženska, ki je bila z njima, manjkata. Pride do sprevodnikovega vagona, kjer stara ženska (Khan) vrže Flapa z vlaka, Eklund (lažni doktor) pa ustreli proti Khanu in zaradi udarca po glavi pade v nezavest. Georgeu in Nico uspe priti do cerkve, ravno v trenutku, ko Veliki Mojster Neo-Templjarjev pridobi nekakšno skrivnostno moč (Bafometov meč ali zlomljen meč) iz dveh ogromnih Bafometovih malikov. Najprej poskuša napeljati Georgea, da bi se pridružil organizaciji, ko mu ne uspe, pa naroči ostalim naj ubijejo par. George in Nico uideta s pomočjo eksploziva, pri čemer zleti v zrak cela cerkev z Guidom, neo-Templjarji in, domnevno, Velikim Mojstrom vred. Igra se konča s prvim poljubom med Georgem in Nico.

## Razvoj
Septembra 1992 je v intervjuju za francosko revijo Génération 4 Charles Cecil, so-ustanovitelj razvijalca pustolovščin Revolution Software, dejal, da je že začel pisati scenarij za Revolutionovo tretjo pustolovščino, po Lure of the Temptress (1992) in Beneath a Steel Sky (1994; takrat še neizdana igra), ki bi se odvijala v Parizu in temeljila na zgodbi o Templjarjih. Cecil je naslednji mesec odpotoval v Pariz da bi raziskoval temo; branje knjige Sveta kri in sveti gral (v izvirniku The Holy Blood and the Holy Grail) ga je prepričalo, da je dovolj zanimivih zgodovinskih podatkov o Templjarjih, da bi lahko bili dober motiv za zgodbo. Cecil, Dave Cummins in Jonathan Howard so pričeli z delom na zgodbi in oblikovanju igre. Cecil and Cummins sta se udeležila tečaja pisanja v filmih, njun scenarij pa je preveril BBC-jev scenarist in dramatik Alan Drury. Oblikovalec iger Steve Ince je ustvaril začetne skice lokacij za igro preden je pričel z delom na Beneath a Steel Sky; sredi razvoja je bil imenovan na mesto producenta.
Leta 1994 sta se Cecil and Noirin Carmody srečala s Seanom Brennanom, takratnim vodjem založništva pri Virgin Interactive, s katerim so se dogovorili, da bo Virgin izdal Broken Sword. Kljub temu, da so izdali različico za osebni računalnik, podjetja Virgin ni zanimala izdaja različice za PlayStation, saj so bili prepričani, da na PlayStationu lahko uspejo le 3D igre. Cecil je zato stopil v stik s podjetjem Sony Computer Entertainment, ki je prevzelo izdajo različice za PlayStation.
Eden od Cecilovih ciljev je bil narediti igro, drugačno od priljubljenih pustolovščin tistega časa, kot so LucasArtsove igre iz serije Monkey Island, ki so temeljile na humorju. Namesto tega se osredotočil na dobro dinamiko in kompleksno zgodbo, zato mu je bila tematika Templjarjev idealna. Za razliko od LucasArtsovih iger, ki so uporabljale pogovorni sistem odgovori-in-vprašanja je Broken Sword uporabljal »pogovorne ikone«, kar pomeni, da igralec ne ve vnaprej, kaj točno bo protagonist rekel — Cecilov namen je bil ustvariti bolj kinematografski občutek. Kljub želji po kinematografskem občutku, Cecil ni hotel narediti igre podobne interaktivnim filmom tistega časa, ki so po njegovem mnenju »posnemali filme«. Ustvaril je dva protagonista, moškega Georgea in žensko Nico, ki bi med seboj izmenjavala misli in ideje in tako prispevala k premikanju zgodbe. George je naredil za Američana, Nico pa Francozinjo z namenom pritegniti tako evropski kot ameriški trg.
Skupina je bila optimistična glede Broken Sword, saj so bile že njihove prejšnje igre komercialen in kritiški uspeh, a se je zavedala konkurence. Vedeli so, da rabijo kvaliteto iz drugih kreativnih panog. Eoghan Cahill se je pridružil projektu in z Neilom Breenom, s katerim sta skupaj delala za studio Dona Blutha v Dublinu, sta narisala vsa ozadja s svinčnikom, ekipa pa jih je potem digitalno pobarvala v Photoshopu. Otvoritveno animacijo in glavne like je ustvaril animator Mike Burgess, ki je delal za Red Rover animation studio. Grafika igre je bila animirana v stilu, podobnem klasičnim animiranim filmom.
Cecil je kontaktiral skladatelja Barrington Phelounga, ki je ustvaril orkestralno glasbo za igro. Za glas Nico je Revolution že dodelil vlogo Hazel Ellerby, a je imel težave z iskanjem igralca za Georga. Ellerby, ki je hodila v Guildhall School of Music and Drama v Londonu, je predlagala svojega nekdanjega sošolca Rolfa Saxona. Cecil mu je ponudil vlogo in on jo je sprejel. Ostali podpisani igralci v igri so Rachel Atkins, David Bannerman, Rosy Clayton, Jack Elliott, Steve Hodson, David Holt, Peter Kenny, Richard Mapletoft, Matthew Marsh, Colin McFarlane, Don McCorkindale, Gavin Muir, Paul Panting in Andrew Wincott.
Cecil je bil režiser in pisec igre, Tony Warriner in David Sykes oblikovalca ter programmerja, Noirin Carmody pa izvršna producentka. Uporablja pogon Virtual Theatre, prej uporabljen za Lure of the Temptress in Beneath a Steel Sky. Končna cena igre je bila milijon funtov. Leta 2002 je bila predelana za Game Boy Advance, leta 2006 pa še za Palm OS in Windows Mobile.
Marca 2009 je Ubisoft izdal režiserjev rez, igre imenovan Broken Sword: The Shadow of the Templars – Director's Cut, za Wii in Nintendo DS; Dave Gibbons, s katerim je Revolution že sodeloval pri Beneath a Steel Sky, je ustvaril dodatno grafiko za igro. Zaradi velikostnih omejitev platforme, različica za DS ne vključuje posnetkov glasov, le podnapise. Različica režiserjevega reza za iPhone in iPod Touch je bila izdana januarja 2010. Maja istega leta je izšla HD razčica za iPad. Različici za MS Windows in Mac OS X sta bili izdani septembra 2010 na številnih digitalnih distribucijskih storitvah. Različica za Android, ki je izboljšana različica iPhone izdaje, je junija 2012 izšla na Google Play. Izvirna različica igre je trenutno na voljo na servisih Sold-Out Software in GOG.com (z nakupom režiserjevega reza).

## Odziv
Odziv kritikov je bil izjemno pozitiven. Revija Generation 4 je igri podelila nagrado za »najboljšo pustolovščino leta 1997«. Igra je prejela tudi nagrado Best Quest revije Quest. Revija Edge je zapisala, da je igra presegla LucasArtsove pustolovščine, kot sta Monkey Island in The Dig ter jo poimenovala za »prelomnico pustolovskih iger« in »najboljšo grafično pustolovščino do sedaj«. Bila je tudi komercialen uspeh s približno milijon prodanih izvodov v srednjih 1990. letih.
Pohval kritikov je bila deležna predvsem zgodba. Recenzentka Angella Mooney na igričarski spletni strani Adventure Gamers je zgodbo opisala kot globoko, skrivnostnostno ter oblikovano tako, da je provokativna in hkrati zelo zabavna. GameSpotova recenzentka Rebecca B. Anderson je zapisala, da kombinacija resničnih dejstev in »izjemno ustvarjalnega« načina podajanja zgodbe »začini že tako zabavno pustolovščino«. Recenzent strani Adventure Classic Gaming je napisal, da se vključenost Templjarjev in interakcije s številnimi liki združijo v »edinstveno izkušnjo ustvarjalnega podajanja zgodbe«. Prav tako so zgodbo kot polno misterijev in intrig, z obilico ugank in lokacij za raziskovanje pohvalili pri Next Generation Magazine. Revija Edge je zapisala, da je »Revolution Software končno ušel senci Monkey Islanda idr. ter ponesel grafične pustolovščine na novo raven, tako v smislu zgodbe kot spektakularnosti. V grajenju svoje trans-evropske zgodbe okoli legende Templjarjev se Broken Sword uspe prikazati kot tehten in kompleksen, ne da bi kadarkoli izgubil občutek za mesto,« in pohvalila uporabo legend ter sodobnih intrig.
Kritiki so izpostavili tudi likovno podobo, glasovno igranje in scenarij. Mooneyjeva je pohvalila »izjemno barvito in dobro izvedeno« animacijo in »podrobna in privlačna« ozadja ter dodala, da je umetniška ekipa »s takšnim slogom animacije ustvarila eleganto, zrelo igro«. Pohvalila je tudi glasovno igranje »vrhunske kakovosti« in »čudovite dialoge«. Andersonova je igro pohvalila kot »priboljšek za oči« in »umetniško delo« ter dodala, da je »vsaka scena polna bogatih, bujnih, ilustrativnih podrobnosti, ki se kosajo z animiranimi celovečernimi filmi«. Mike Wolf revije PC Gamer US je igro označil za »vizualno osupljivo«, pohvalil »čisto in jasno« animirano grafiko ter »preposto čudovito« likovno podobo ter dodal, da se »ozadje in ospredje premikata posebej, kar daje občutek globine, ki se najde v malo pustolovšinah. Še vzdušje vsakega območja, ki ga raziskuješ, se ujema s krajem dogajanja.« Revija Next Generation Magazine je pohvalila »fantastične« animacije gibanja likov in »kinematografske« prizore, »ki jih je užitek gledati«. Recenzent revije Edge je zapisal, da je »vsak vizualni element zglajen do n-te stopnje« in da SVGA grafična podoba »zdaleč presega konkurenco v tem žanru«.
Pohvaljene so bili tudi uganke in glasba. Mooneyjeva je dejala, da so uganke »zelo dobro vključene v zgodbo in zmerno zahtevne« ter pohvalila tudi »ambiciozno in čudovita glasbo«, ki »doda zelo kinematografski občutek« k izkušnji. V PC Gamer US so bile uganke opisane kot izvirne in zahtevne. Edge je pohvalila glasbo in dejala, da »igra pomembno vlogo pri krepitvi razpoloženja« ter da je »čudovito orkestrirana in ustvari neizmerno vzdušje«.
Medtem ko je igra prejela večinoma pohvale, so bili glede nekaterih elementov kritiki zadržani. Mooneyjeva je zapisala, da bi nekatere igralce utegnili motiti dolgi dialogi. Večina kritikov je hvalila glasovno igranje in uganke, Wolf pa je označil glasovno igranje za »najslabšo plat igre« in »ne preveč profesionalno«, ter menil, da so nekatere uganke »zahtevale preveč lova na piksle«. V recenziji za Next Generation Magazine je pisalo, da uganke včasih razočarajo.  GameSpotova recenzija različice za PC je bila izrazito pozitivna, različico za PlayStation pa je označila za povprečno in kritizirala tehnične pomanjkljivosti, kot sta dolg čas nalaganja in zamegljena grafika. Cecil je kasneje dejal, da je bila različica za PlayStation glavno, kar je obžaloval pri tej igri, in da bi jo močno izboljšalo, če bi omogočil neposreden nadzor nad igralčevim likom v tej različici namesto interakcije tipa »pokaži-in-klikni«.
Odziv kritikov na »režiserjev rez« je bil prav tako pozitiven, še posebej pri različici za iOS. Leta 2009 je bila nominirana za nagrado Bafte v kategoriji »najboljša zgodba«. Pocket Gamer je iPhone različici ob izidu podelil »zlato Pocket Gamer nagrado«. Različici za Wii in DS sta bili nominirani za nagrado aggie strani Adventure Gamers za »najbojši prenos/posodobljeno izdajo«. Različica za iPhone je bila leta 2011 nominirana za nagrado pocket gamer za »najboljšo pustolovščino/RPG igro«. Wii različica je leta 2011 osvojila nagrado za »najboljšo evropsko pustolovščino« na podelitvi European Games Awards. Prodanih je bilo več izvodov »režiserjevega reza« kot izvodov tretje in četrte igre iz serije Broken Sword.

## Pomen
Spletna stran Adventure Gamers je Broken Sword: The Shadow of the Templars leta 2004 uvrstila na četrto mesto svojega seznama »20 najboljših pustolovščin vseh časov«, leta 2011 pa na seznam »100 najboljših pustolovščin vseh časov«. Leta 2006 je spletna stran Adventure Classic Gaming igro uvrstila na tretje mesto seznama »10 najboljših retro grafičnih pustolovščin vseh časov od osebnega računalnika do konzol«. Leta 2008 se je pojavila na seznamu »najboljše igralne programske opreme za Windows Mobile« spletne strani Bright Hub. Leta 2010 jo je revija Retro Gamer postavila na drugo mesto seznama »20 najboljših pustolovščin vseh časov... ki niso LucasArtsove«.  Leta 2011 se je pojavila na seznamu »najboljših pustolovščin za osebni računalnik vseh časov« spletne strani Altered Gamer. NowGamer jo je leta predstavil v tematskem članku »Najboljše igre tipa pokaži-in-klikni (ki niso LucasArtsove)«. Stran GamesRadar je igro uvrstila na osmo mesto svoje lestvice »najboljših pustolovščin tipa 'pokaži in klikni'«. Skupaj z režiserjevim rezom je uvrščena tudi na seznam priporočenih »najboljših pustolovščin« strani Adventure Gamers.
»Kozlovska uganka« je bila leta 2011 uvrščena na seznam »najtežjih igričarskih ugank« revije Computer and Video Games leta 2011 in na seznam »5 noro težkih in zapletenih igričarskih ugank« strani GameFront. Do leta 2011 je predelavi prvih dveh iger preneslo več kot štiri milijone ljudi. Režiserjev rez je bil uvrščen na mnogo seznamov najboljših pustolovščin.

### Nadaljevanja
Igri Broken Sword: The Shadow of the Templars so sledila štiri nadaljevanja. Prvo, Broken Sword II: The Smoking Mirror, je bilo izdana leto kasneje in je prva igra v seriji, ki nima zgodbe, povezane s Templjarji. Uporablja isti pogon kot The Shadow of the Templars. Šest let kasneje je Revolution izdal Broken Sword: The Sleeping Dragon, ki uporablja 3D-grafiko in je edina igra v seriji, ki ponuja le direktni vmesnik. Uporablja pogon RenderWare. Leta 2006 je isto podjetje izdalo Broken Sword: The Angel of Death (v Severni Ameriki z naslovom Secrets of the Ark: A Broken Sword Game), ki je seriji vrnila vmesnik pokaži-in-klikni, čeprav lahko igralec gibe protagonista upravlja tudi neposredno. Je edina igra v seriji, ki ni izdana na nobeni konzoli. Uporablja pogon razvijalca Sumo Digital. Leta 2010 je bila izdana posodobljena različica druge igre, imenovana Broken Sword: The Smoking Mirror – Remastered. 23. avgusta 2012 je Revolution najavil Broken Sword: The Serpent's Curse, financiran s pomočjo Kickstarterja, za izdajo v prvem četrtletju 2013. S tem nadaljevanjem se vračajo k 2D koreninam serije.
Leta 2008 je skupina mindFactory izdala neuradno brezplačno igro v svetu Broken Sword z naslovom Broken Sword 2.5: The Return of the Templars.

## Sistemske zahteve
486 z 66 MHz, 8 MB RAM, VESA 2.0 SVGA kartica, Sound Blaster zvočna kartica, 2X CD-ROM pogon (PC)